# Helmold II. von Plesse

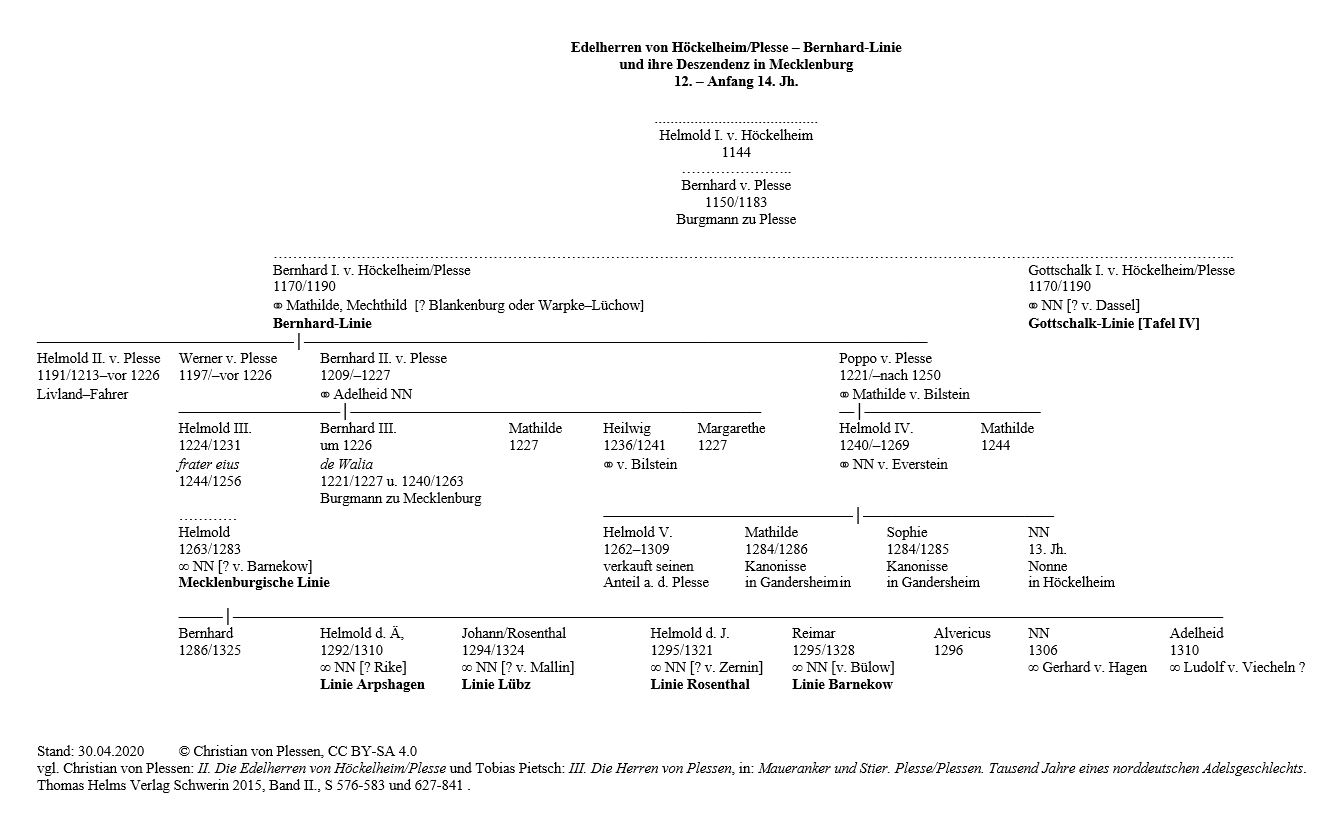
Stammtafel: Helmold II. von Plesse und die Bernhard-Linie

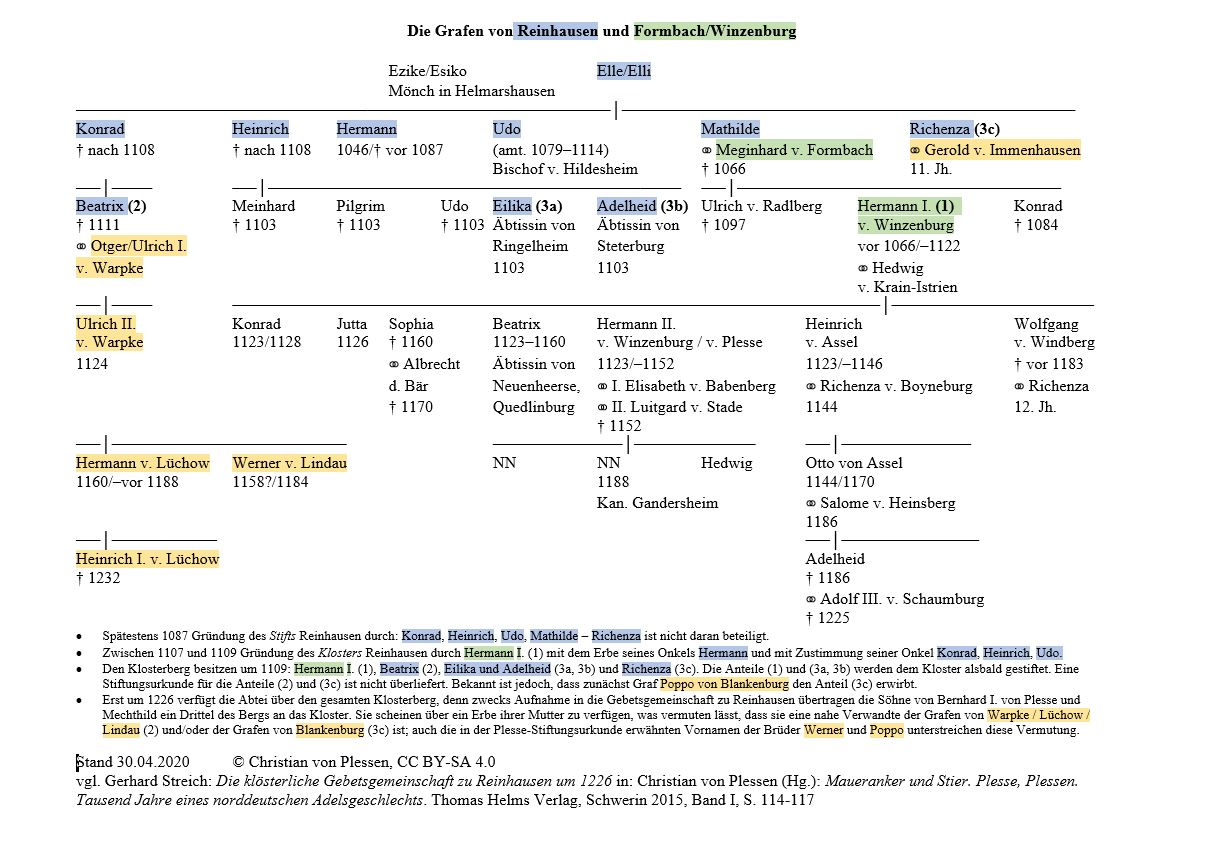
Weil allein Mathildes Söhne – und nicht auch deren Vettern aus der Gottschalk-Linie – um 1226 ihren Anteil am Berg zu Reinhausen dem dortigen Kloster schenken, folgert Gerhard Streich, dass es sich zufolge der Stammreihe der Grafen Reinhausen um ein Erbe der Mutter handelt, die demnach (gelb) entweder eine Gräfin Warpke-Lüchow oder Blankenburg wäre

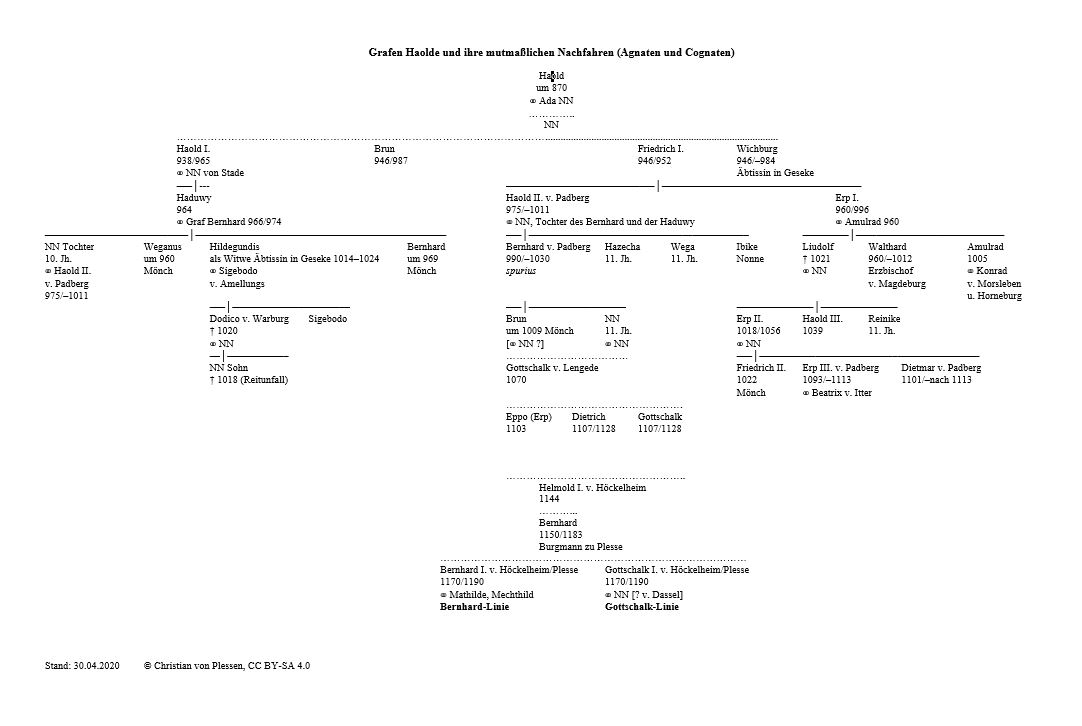
Stammtafel: Die Vorfahren der Herren von Höckelheim

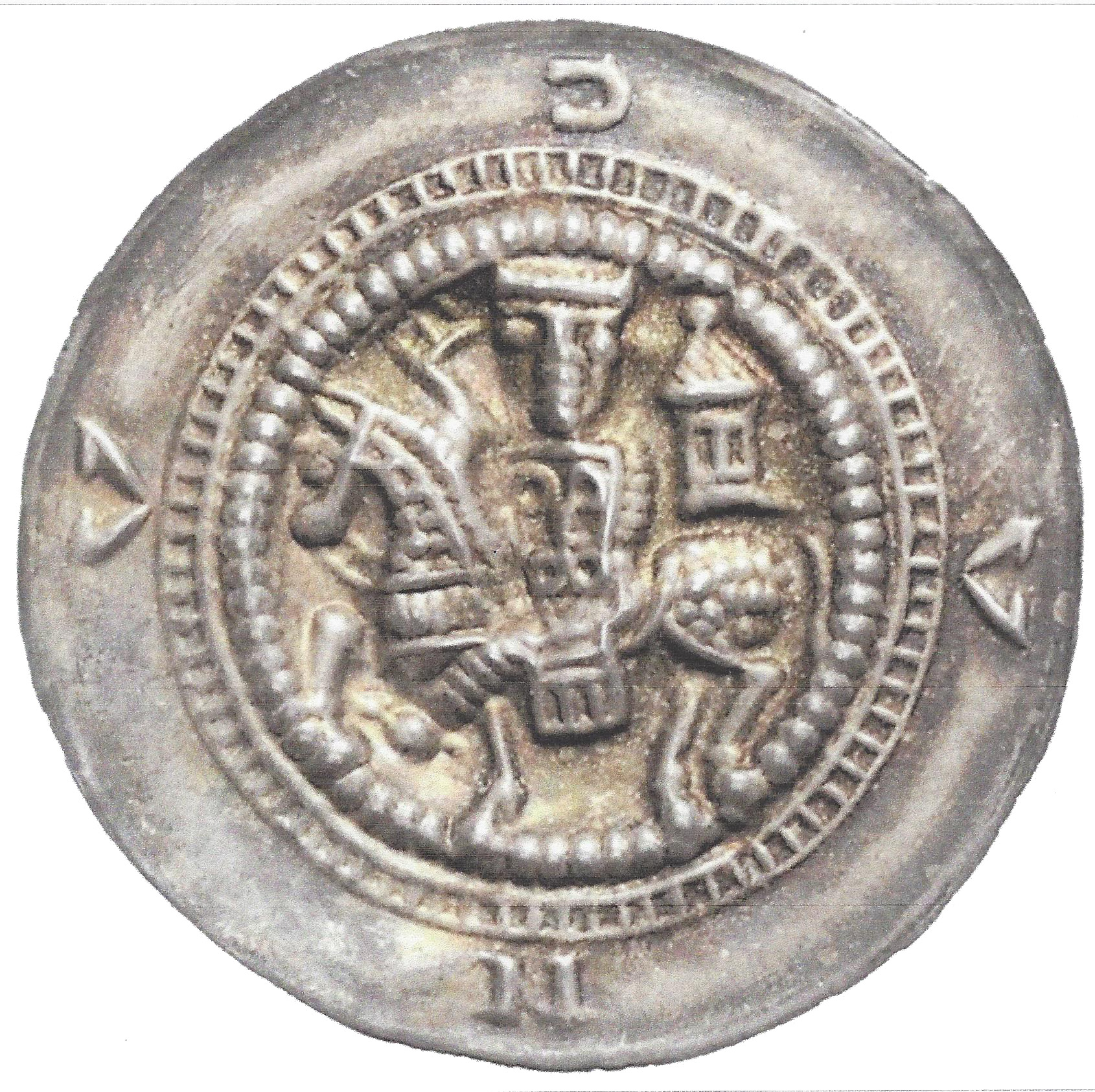
Brakteat: Randinschrift C-V-N-V, Reiter mit Topfhelm, Schild mit Maueranker, Fahne, Burgturm, Datierung 1230–1250. Bernhard II. von Plesse – Bruder Helmolds II., Vogt des Prägeortes Gittelde – erscheint urkundlich mit dem dortigen Münzmeister Bertram

Helmold II. von Plesse (belegt 1191/1213; † vor 1226) war ein Edelherr im Gefolge des Herzogs Heinrich des Löwen und seines Sohnes Kaiser Otto IV. sowie 1211 Befehlshaber eines Kreuzzuges nach Livland.

## Zählung
Die frühere Forschung ging davon aus, dass es sich bei dem 1191 in einer späten Urkunde Heinrichs des Löwen als Zeuge genannten Helmold von Plesse um Helmold II. und bei dem zur Zeit Kaiser Ottos IV. in Erscheinung tretenden Helmold von Plesse um Helmold III. handelt. Da in der Urkunde von 1191 Helmold von Plesse als letzter Zeuge nachgetragen wurde, muss er sehr jung, vielleicht gerade mündig, gewesen sein. Daher besteht inzwischen Einigkeit darüber, dass es sich bei den 1191 bis 1213 erwähnten Trägern des Namens „Helmold“ um ein und dieselbe Person handelt, die nunmehr als Helmold II. gezählt wird.

## Familie
Helmold II. war der älteste Sohn des Edelfreien Bernhard I. von Höckelheim/Plesse (1170/1190), dem Begründer der (älteren) Bernhard-Linie. Seine Mutter Mathilde/Mechthild war wahrscheinlich eine Gräfin von Blankenburg oder eine Gräfin von Warpke-Lüchow, die ihren Söhnen vermutlich ein Drittel des Burgberges in Reinhausen, auf dem das Kloster stand, vererbte. Seine Brüder waren Werner (1197/-vor 1226), Bernhard II. (1209/-1227) und Poppo von Plesse (1221/-nach 1250). Erbberechtigte Kinder hinterließ Helmold II. nicht, denn als seine beiden jüngeren Brüder Bernhard II. und Poppo dem Kloster Reinhausen den Anteil am Burgberg übertrugen, wirkten weder Söhne Helmolds mit noch wurden sie mit in das Seelengedächtnis für die Familie aufgenommen.
Ludolf I. (1205/1247) und Gottschalk II. von Plessen (1205/-1247/1249) waren seine Vettern ersten Grades. Deren Vater war Gottschalk I. von Höckelheim/Plesse, Begründer der (jüngeren) Gottschalk-Linie.
Gemeinsamer Großvater der vier Brüder Helmold, Werner, Bernhard und Poppo und ihrer beiden Vettern Ludolf und Gottschalk war wahrscheinlich der Burgmann und spätere Burggraf Bernhard von Plesse (1150/1183).

## Besitz- und familiengeschichtlicher Hintergrund

### Burg Plesse

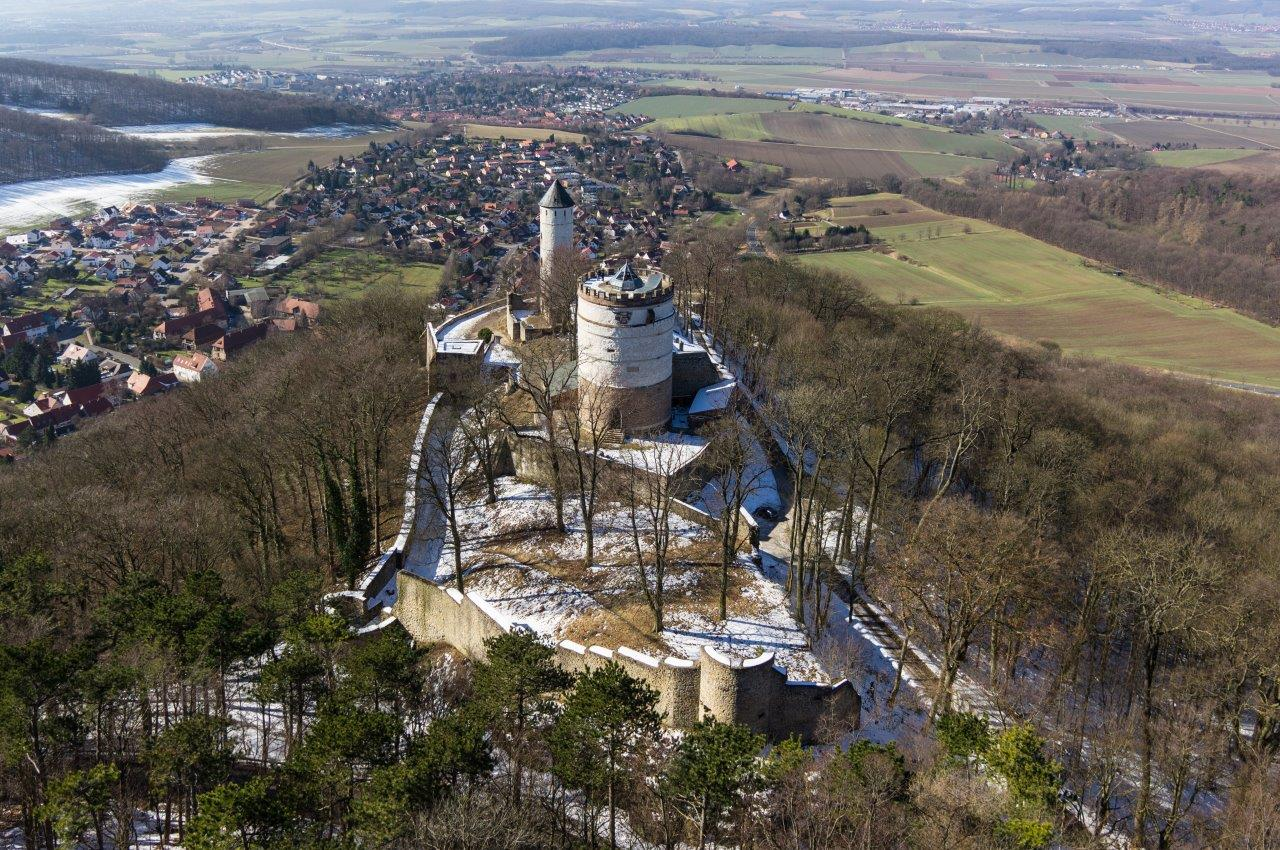
Burgruine Plesse oberhalb von Eddigehausen und Bovenden

Helmold II. nannte sich nach der zwischen Göttingen und Northeim liegenden Burg Plesse. Sie gehörte ursprünglich den Immedingern und wurde 1015 durch Bischof Meinwerk seinem Bistum Paderborn geschenkt. Erster bekannter Lehnsträger der Burg Plesse war Graf Hermann II. von Winzenburg (1123/-1152). Er wurde 1152 ermordet, worauf Herzog Heinrich der Löwe in dessen vakant gewordene Lehen drängte; in diesem Kontext wurde der Welfe vermutlich mit der Burg Plesse Paderborner Lehnsvasall. Seit 1150 war dort ein Bernhard von Plesse (1150/1183) Burgmann, der zuletzt 1183 sogar comes Bernhardus de Plesse genannt wird. Er könnte der Großvater oder ein Großonkel Helmolds II. sein. Es wird vermutet, dass es nach dem Sturz Heinrichs des Löwen ab 1180/82 den Brüdern Bernhard I. – Helmolds Vater – und Gottschalk I. von Höckelheim gelang, durch den Bischof von Paderborn direkt mit der Burg Plesse belehnt zu werden, zumal die Brüder sich ab 1189 nur noch von Plesse nannten.
Kurz nach der Ersterwähnung von Helmold II. im Gefolge Heinrichs des Löwen erwarb Kaiser Heinrich VI. (1165–1197) im Rahmen eines Burgentausches mit dem Bischof Bernhard II. von Paderborn (1188–1203) das castrum Plesse nobis et imperio im Jahr 1192. Im Jahr 1195, dem Todesjahr Herzog Heinrichs des Löwen, wird der Tausch wieder rückgängig gemacht. Urkunden oder andere Nachrichten über einen Zusammenhang zwischen Helmold II. und der Burg Plesse sind bis auf seinen Namen nicht bekannt.

### Höckelheim

Kloster Höckelheim Ende 16. Jh.

Helmolds Vater Bernhard I. und dessen Bruder Gottschalk I. nannten sich nicht nur von Plesse, sondern auch von Höckelheim. Der namensgebende Ort Höckelheim (westlich von Northeim, heutzutage Ortsteil) wird erstmals 1016 urkundlich erwähnt, als Kaiser Heinrich II. (973–1024) dem Hochstift Paderborn jene Erbgüter des Bischofs Meinwerk schenkte, welche dieser seiner Mutter Adala und sie wiederum dem Kaiser übertragen hatte, darunter auch Hukilhem.
1070 ist der Edelfreie Gottschalk – liber Godescalc de Lengede – nicht nur mit Besitz in Lengede bei Göttingen, sondern auch in Höckelheim nachzuweisen. Ihm folgte dort Eppo/Erp (1103). Dessen Brüder Dietrich (1107/1128) und Gottschalk (1107/1128) hatten Besitz auch in Behnsen und Huldesam; in Hullersen verfügen die Herren von Plesse noch 1285 über Rechte. Folglich sind die Brüder Bernhard I. und Gottschalk I. von Höckelheim/Plesse nicht allein wegen ihrer Vornamentradition, sondern vor allem wegen des lehnsrechtlichen feudum paternum – der Besitzfolge im Mannesstamm – als Nachfahren des Gottschalk von Lengede anzusehen. Seine Vorfahren entstammten dem Geschlecht der Grafen von Padberg, die wiederum Nachfahren der franko-alemannischen Grafen Haolde – Gefolgsleute Kaiser Ottos I. (912–973) – waren.
1247 stifteten die Edelherren Ludolf, Gottschalk und Poppo von Plesse ihre Eigenkirche und sonstigen Besitz in Höckelheim zur Gründung eines Klosters, welches zur Grablege des Geschlechts wurde.

## Werdegang

### Im Gefolge der Welfen
Die erste Urkunde, in der Helmold II. von Plesse als Zeuge erscheint, datiert auf den 6. Juni 1191. Herzog Heinrich der Löwe und sein ältester Sohn Heinrich – der spätere Pfalzgraf bei Rhein (um 1173–1227) – waren die Aussteller. In der Domkirche St. Blasien zu Braunschweig übertrugen sie einige Hufen an das Kloster Walkenried. In der Gruppe der weltlichen Zeugen werden Bernhard zur Lippe (1140–1224) als erster und der junge Helmold II. von Plesse als zwölfter erwähnt. Zwanzig Jahre später führten beide im Auftrag von Papst Innozenz III. (1198–1216) und Kaiser Otto IV. (1175–1218) einen Kreuzzug nach Livland an.
Zwischen 1196 und 1197 war Helmold II. von Plesse mehrfach beim Pfalzgrafen Heinrich. Helmold II. und sein Bruder Werner testierten 1197 für Bischof Gardolf von Halberstadt (1193/1201). 1203 wirkte Helmold II. für Erzbischof Siegfried II. von Mainz (1200–1230) mit bei der Übertragung von Grundbesitz an das Kloster St. Blasius zu Northeim. Auch half er Abt Dietmar II. von Corvey (1206–1216) in Grundstückssachen und testierte erstmals für König Otto IV. im Jahr 1207 im Dom zu Minden, der symbolträchtigen Traukirche der Eltern des Herrschers. Seither war er Gefolgsmann Ottos IV., des jüngsten Sohnes des Löwen.

### Königsumritt
Helmold II. begleitete den Herrscher 1208/1209 auf dessen Königsumritt durch das Reich. Die Bestätigung als König wurde notwendig, weil der Gegenkönig – Philipp von Schwaben – am 21. Juni 1208 in Bamberg von Otto VIII. Pfalzgraf von Wittelsbach (vor 1180–1209) ermordet worden war. Das Itinerar des anschließenden Königsumritts hat Bernd Ulrich Hucker nachgezeichnet. Der Ritt begann im Spätsommer 1208 in Braunschweig und endete dort im Folgejahr zu Pfingsten. In einunddreißig Orten wurden königliche Amtshandlungen vollzogen, an deren Beurkundung die Entourage des Herrschers vielfältig beteiligt war. Zu ihr gehörte auch der Reichshofmarschall Heinrich von Kalden (vor 1175-nach 1214), der dem Staufer-Kaiser Heinrich VI. (1165–1197), dem ermordeten Staufer-König Philipp von Schwaben (1177–1208), nun dem Welfen und später auch noch dem Staufer-Kaiser Friedrich II. (1194–1250) diente. Am 6. Januar 1209 erhielten Kalden und weitere Reichsministeriale auf dem Hoftag in Augsburg den Auftrag, den Mörder König Philipps von Schwaben zu stellen und zu töten. Kalden erledigte den Auftrag persönlich am 7. März 1209. Pfingsten 1209 endete der Königsumritt mit einem Hoftag und Ritterturnier in Braunschweig. Zeugnis davon legt das Quedlinburger Wappenkästchen ab, eines der ältesten heraldischen Denkmäler des Mittelalters. Das Kleinod entstand keineswegs L'art pour l'art, sondern ist vor allem der Beleg für eine vom Herrscher gegründete Rittergesellschaft. Diese egalitäre, jegliche Standesschranken durchbrechende Gemeinschaft schuf Otto IV. nach jenem Vorbild, das er in seiner Jugend am englisch-normannischen Königshof und der dort gepflegten Ritteridee miterlebt hatte – insbesondere die Wiederbelebung der Tafelrunde des legendären Königs Artus.

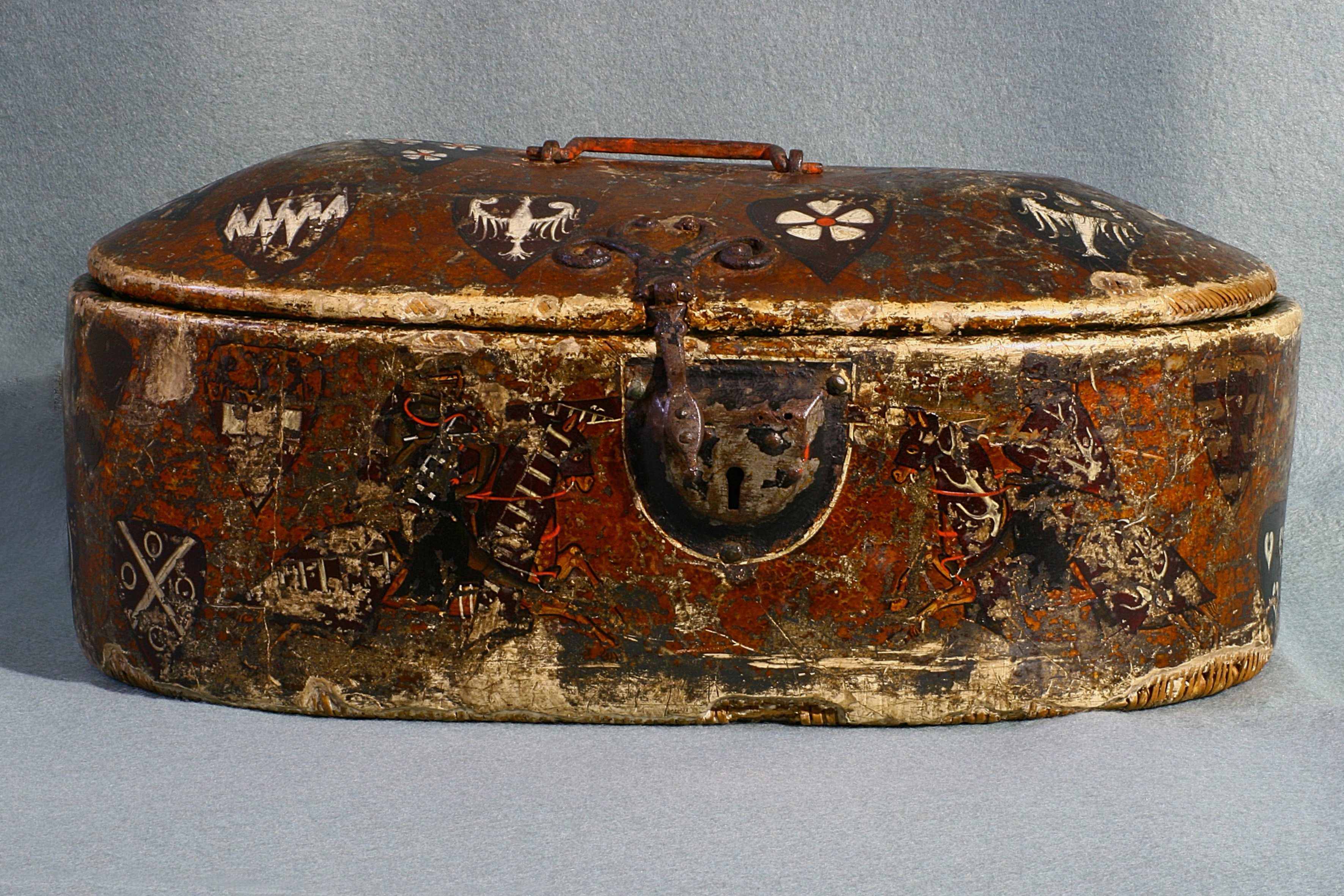
Quedlinburger Wappenkasten von 1209 – ein frühes heraldisches Denkmal des Mittelalters

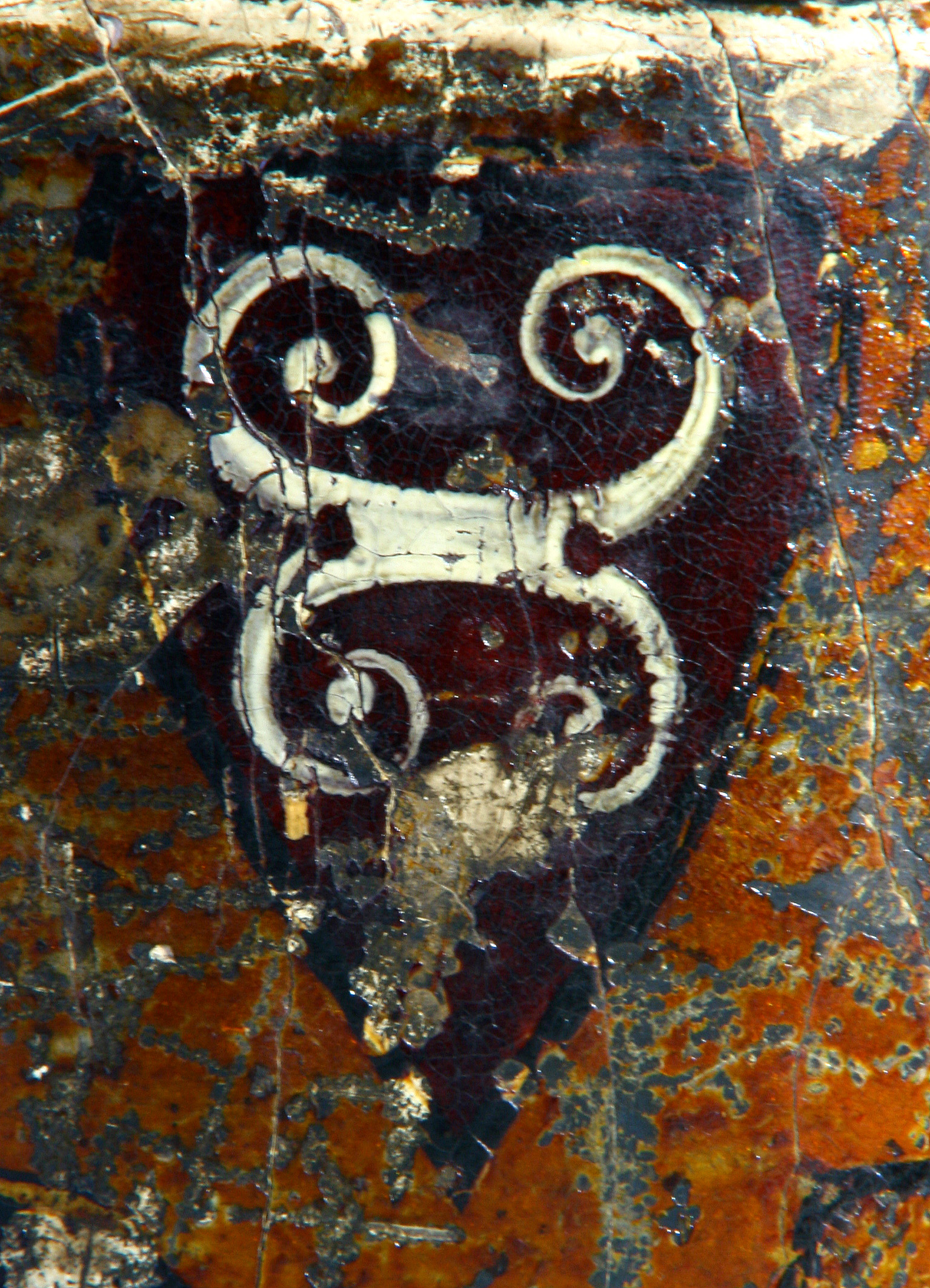
Quedlinburger Wappenkasten von 1209 – das Wappen Helmolds II. von Plesse

Diplomatisch ist die Existenz der Rittergesellschaft König Ottos IV. in Klosterurkunden aus Osterode (Harz) und Mariensee (Calenberg) nachzuweisen und auch als Symbol der Großen Kompagnie, wie diese Gesellschaft in literarischen Zeugnissen der Zeit hieß. Auf dem Kleinod befinden sich 33 Wappen und zwei Ritter auf ihren Pferden in prachtvoller Turnierausstattung – auf dem Deckel im Zentrum die Wappen Kaiser Ottos IV. und seiner engsten Vertrauten bzw. ranghöchsten Vertreter am Hof. Auf den Seiten des Kästchens sind weitere 19 Wappenschilde abgebildet, auch das Helmolds II. von Plesse. Es ist der älteste heraldische Nachweis des Wappens der Herren von Plesse. Ihre Siegelüberlieferung setzte erst kurz danach ein. Das Wappen zeigt einen Maueranker in Silber auf Rot. Die Farbe des Ankers mutierte später zu Rot auf Silber.

### Romfahrt
Schon bald nach dem Hoftag in Braunschweig begab sich Otto IV. auf den Weg nach Italien. Erste Stationen waren Goslar, Walkenried, Würzburg, Speyer, Worms (Turnier) und Ulm; dann Sammlung des Heeres in Augsburg auf dem Lechfeld. Hier nun begann der eigentliche Zug des Welfen nach Rom, um dort am 4. Oktober 1209 von Papst Innozenz III. (1198–1216) zum Kaiser gekrönt zu werden. Die Stationen dieses Unternehmens entsprachen weithin den klassischen Kaiserrouten. Nahe Terni, wo der Welfe seine Streitmacht lagerte, besetzte Helmold II. von Plesse die Burg Buffone. In Terni selbst half er bei Beurkundungen, mit denen Otto IV. – nun schon Kaiser – am 24. bzw. 26. Dezember 1209 die Klöster Walkenried und Pforte begünstigte.

### Kreuzzug nach Livland
Am Zug des Kaisers nach Sizilien beteiligte sich Helmold II. nicht; denn 1210 testierte er für Bischof Bernhard III. von Paderborn (1204–1223) Grundstücksgeschäfte und bereitete sich vermutlich auf den bevorstehenden Livland-Kreuzzug vor, der auf Anforderung des Bischofs Albrecht von Riga (1198–1229) zur Durchsetzung der imperialen Politik Otto IV. im Ostseeraum organisiert wurde. Aus der Chronik des lettischen Priesters Heinrich (um 1187- nach 1259), die er um das Jahr 1227 verfasste, geht hervor, dass im Jahr 1211 die Edelherren Helmold II. von Plesse und Bernhard (eher Hermann) von Lippe (um 1140–1224) – begleitet von den Bischöfen Bernhard III. von Paderborn (1204–1223), Yso von Verden (1205–1231) und Philipp von Ratzeburg (1204–1215) – den Kreuzzug gegen die Esten erfolgreich geführt haben.
Nach den Kämpfen testierte noch im Jahr 1211 Helmoldus comes de Plessa als erster in der Gruppe der weltlichen Zeugen des Bischofs Adalbert von Riga die Privilegierung gotländischer Kaufleute (Kaufmannshanse) sowie die Teilung Livlands zwischen Bischof Albert von Riga und den milites Christi – dem Schwertbrüderorden –, dem er entgegen älteren Auffassungen selbst nicht angehörte, denn sein Name erscheint diplomatisch korrekt nach den klerikalen Zeugen, aber vor den Schwertbrüdern. In der ersten der beiden Teilungsurkunden wird er Helmoldus de Plesse nobilis homo – Edelherr – genannt, in der zweiten schlicht Helmoldus de Plesse.

### Zurück beim Kaiser
Bereits im Juli 1212 war Helmold II. von Plesse bei Kaiser Otto IV. in Nordhausen und half bei der Übertragung von Vogteirechten an das Kloster Walkenried. Die beiden letzten Urkunden, an denen er mitwirkte, datieren auf den 27. Januar 1213. Beide wurden in Braunschweig ausgefertigt, eine für den Kaiser, die andere für Herzog Heinrich von Sachsen und Pfalzgraf bei Rhein, dem älteren Bruder des Kaisers. Helmold II. von Plesse wird damals ungefähr vierzig Jahre alt gewesen sein.

## Totengedenken und verwandtschaftliche Bezüge

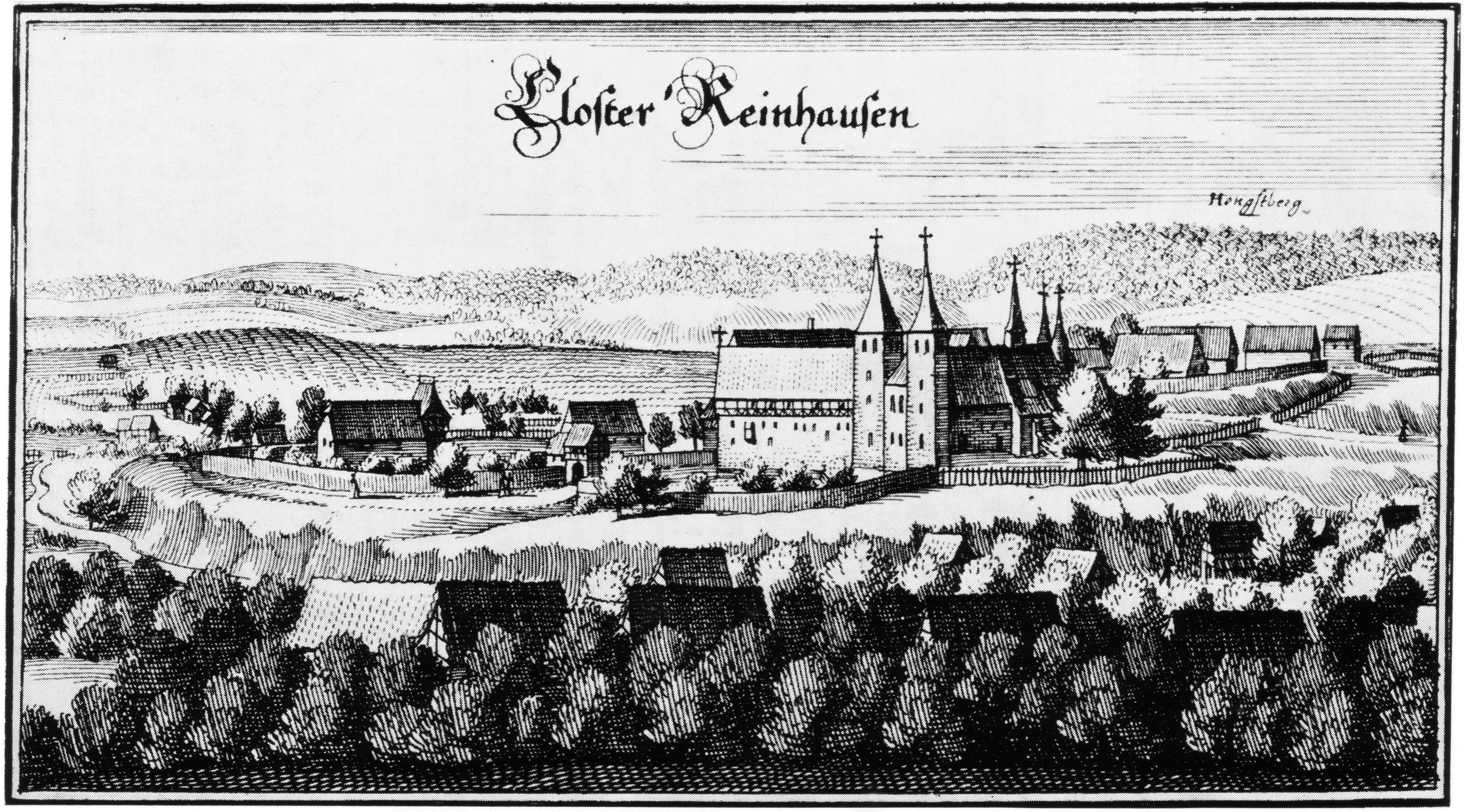
Kloster Reinhausen, wo die Mönche einst für Angehörige der Bernhard-Linie beteten

Um 1226 verzichteten Bernhard II. und Poppo von Plesse – die jüngsten Brüder des Livlandfahrers – zugunsten des Klosters Reinhausen auf das ihnen dortselbst zustehende Recht am dritten Teil des Klosterberges. Als Gegenleistung erbaten sie von den Mönchen die Aufnahme in deren brüderliche Gebetsgemeinschaft – consortium fraternitatem –, ausdrücklich für sich und ihre nächsten Verwandten, darunter auch für ihren Bruder Helmoldus. Die Mönche nahmen sie in ihre Gemeinschaft auf, als seien sie allesamt die Gründer des Klosters (Ortes) – tamquam uni fundatorum loci. Das spricht für eine nahe Verwandtschaft ihrer Mutter mit den Gründern des Klosters Reinhausen; denn die Vettern aus der Gottschalk-Linie waren bei dieser Übertragung zwar anwesend, wirkten an der Schenkung aber nicht mit.
Aus dieser Urkunde ergibt sich: Um 1226 lebten die Eltern und ihre beiden älteren Söhne – Helmold II. und Werner von Plesse – nicht mehr; sie verstarben ohne legitime Nachkommen. Für die Toten sollte ebenso gebetet werden wie für alle lebenden Angehörigen, darunter namentlich für die Brüder Helmold III. und Bernhard III. von Plesse – die beiden Neffen des Livlandfahrers. Bernhard III. betrat neue Pfade, denn unter der Zubenennung de Walia – einem Ort an der Aller bei Rethem – begünstigte er 1221 und 1227 das Kloster Walsrode. Von 1240 bis 1263 trat de Walia dann massiv als Vasall Johanns I. von Mecklenburg (1227–1264) auf; er war dessen Burgmann zu Mecklenburg. In zwei Mecklenburger Urkunden von 1244 und 1256 erscheint de Walia zusammen mit seinem Bruder Helmoldus, der jeweils ohne Zubenennung nur frater eius genannt wird. Es gibt keine weiteren Personen, die den Walia-Namen führen. Deshalb und weil das Brüderpaar zudem die Leit-Vornamen der Herren von Plesse trägt, sind sie das Pseudonym für Bernhard III. und der Ritter Helmold III. von Plesse. Sie sind die in der Klosterurkunde von Reinhausen erwähnten Neffen des Livlandfahrers.
Unbeantwortet bleibt nur die Frage, wo der Livlandfahrer Ritter Helmold II. von Plesse seine letzte Ruhe fand. Wohl kaum in Mecklenburg oder im Land Lüneburg (Walia), sondern wahrscheinlich ganz standesgemäß im Kloster Reinhausen, dort wo seine Brüder um 1226 für ihre verstorbenen Angehörigen eine Gebetsgemeinschaft einrichteten. In einem Kloster bestattet zu werden, deren Mönche für einen beten, als ob man zu den Gründern der Abtei gehört, spricht für Reinhausen, zumal das Kloster Höckelheim mit einer Grablege für die Herren von Plesse noch nicht gestiftet war.